# Hans Helmuth von Lüttichau (1670-1732)
 Der er flere personer med dette navn, se Hans Helmuth Lüttichau.
Hans Helmuth von Lüttichau (28. februar 1670 – 29. september 1732 i Fredericia) var en tysk-dansk officer.
Wulf Caspar von Lüttichau af huset Kmehlen i Sachsen tog til Mecklenburg, blev overhofmester i Güstrow og gift med Eva Maria von Oertzen. Deres søn Hans Helmuth von Lüttichau, der fra barnsben blev opfostret af mosteren Sophia Brockdorff, blev 1682 page hos den danske diplomat Frederik Gersdorff og deltog siden med Juul-Rysensteens rytterregiment i de danske hjælpetroppers kampe i Irland og Nederlandene.
Han steg hurtigt i rang under det Tysk-romerske riges krig mod Frankrig (1688-1697), bl.a. udmærkede han sig med at fange den franske generalløjtnant Jean Paul de Montespan og adjudant hos solkongen Ludvig 14. af Frankrig. 
1689 blev han kornet, 1692 løjtnant, 1696 kaptajnløjtnant, 1697 ritmester og kom efter tilbagekomsten til Danmark 1698 til 4. jyske Rytterregiment. Med dette tog han 1701 tilbage til Nederlandene, hvor han 1704 steg til major ved Ahlefeldts Kyrasserregiment, men da han 1707 blev oberstløjtnant ved 2. fynske Rytterregiment, vendte han på ny tilbage til Danmark. 1709 sendtes Lüttichau dog atter til hjælpetropperne og blev ansat først ved 2. jyske Rytterregiment og endnu samme år ved Württemberg-Oels' dragonregiment. Dette regiment kommanderede han i Slaget ved Malplaquet (11. september 1709), hvor han under forfølgelsen blev såret og fanget, men af fjenden behandlet med største hensynsfuldhed i anerkendelse af den ridderlige tapperhed, han havde lagt for dagen.
1710 blev han oberst, 1711 chef for 2. jyske Rytterregiment. Dette førte ham efter Freden i Utrecht 1713 til hertugdømmet Bremen og var siden med ved erobringen af Rügen og Stralsund 1715 samt i Norge 1717-19.
Da Den Store Nordiske Krig sluttede i 1720, var Hans en gammel mand og levede resten af sine dage på de opkøbte herregårde i omegnen af Fredericia. Han blev generalmajor 1717, Dannebrogsridder 1723, generalløjtnant 1731, hvorefter han fratrådte regimentskommandoen og overtog inspektionen over rytteriet i Jylland. Han blev kort før sin død via patent udnævnt til lensmand over Vallø Stift og bosatte sig der til sin død 29. september 1732 i Fredericia.
I Flandern havde Lüttichau fra et kloster bortført og ægtet (28. februar 1693) en katolsk dame,
Cathrine Agnes de Lézennes de Pigel, datter af en spansk officer Don Philip Anton de L. de P. Deres ældste søn, generalmajor Christian Ditlev von Lüttichau (f. 13. februar 1695 d. 10. oktober 1767), oprettede Stamhuset Tjele og fik ophøjet familien til grevelig stand under sin levetid.
Hans Helmuths von Lüttichaus børn med hustruen Cathrine Agnes:
- Generalmajor Christian Ditlev von Lüttichau (1695-1767). 
- Generalmajor Wolff Caspar von Lüttichau (1704-1765), gift med Lucia Magdalena von Ochsen (24. august 1705 – 15. februar 1775). 
- Sophie Amalie von Lüttichau (1708-1786), gift med Niels Frederik Gyldenfeld.
- Generalløjtnant Cæsar Læsar von Lüttichau (1709-1787), gift med (1. gang) Eleonore Christine Marie von Dinklage, (2. gang) Cathrine Agnes Lüttichau
Hans Helmuths børn med elskerinden Birgit Baath:
- Karl Benzon von Lüpken (1693-1718). gm. Eleonore Gilding af Gilderrup gård.
- Hermod Georg von Baath (1695-1771). gm. Rikke Pauline Schumann af Sæbygård.